# Rue Jean-Minjoz
La rue Jean-Minjoz est une voie du 14e arrondissement de Paris, en France.

## Situation et accès
La rue Jean-Minjoz est une voie privée située dans le 14e arrondissement de Paris. Elle débute au 71, boulevard Saint-Jacques et se termine au 16, villa Saint-Jacques.

## Origine du nom
Elle porte le nom de Jean Minjoz, maire de Besançon, ministre, député et résistant (1904-1987).

## Historique
La voie est créée sous le nom provisoire de « voie BM/14 » et prend sa dénomination actuelle par arrêté municipal du 14 février 2001. 